# Krause Buche
Krause Buche ist ein Ortsteil von Halver im Märkischen Kreis im Regierungsbezirk Arnsberg in Nordrhein-Westfalen (Deutschland). 

## Lage und Beschreibung
Krause Buche liegt auf 440 Meter über Normalnull als höchstgelegener Ortsteil der Stadt nördlich des Hauptortes an der Landesstraße L528 an dem Abzweig einer Nebenstraße nach Schalksmühle, die auch Schöneberge und Streitstück anbindet. Weitere Nachbarorte sind Edelkirchen, Neuenvahlefeld, Sundern, Rothenbruch und Niederhürxtal. In Krause Buche wird hauptsächlich eine Gastronomiebetrieb bewirtschaftet.

## Geschichte
Krause Buche wurde erstmals 1900 urkundlich erwähnt und entstand vermutlich zwischen 1800 und 1900 als Abspliss von Rothenbruch.
Seit dem Frühmittelalter (nach anderen Angaben seit frühgeschichtlicher Zeit) befand sich bei Krause Buche eine bedeutende Altstraße, der Handels-, Pilger- und Heerweg zwischen Hagen und Siegen, die heutige Landesstraße L528.